# Manga Plus
Manga Plus (estilizado como MANGA Plus) é uma plataforma de mangá on-line e aplicativo de smartphone de propriedade da Shueisha que foi lançado em 28 de janeiro de 2019. Está disponível em todos os países, exceto Japão, China e Coréia do Sul. O serviço publica versões traduzidas para o inglês de novos capítulos do mangá atualmente serializado no Weekly Shōnen Jump, alguns mangás do Jump Square, Young Jump, V-Jump e o aplicativo Shonen Jump +/website. Os primeiros capítulos e os capítulos mais recentes de todos os títulos na plataforma estão disponíveis gratuitamente, enquanto os títulos da Shonen Jump + têm todos os seus capítulos gratuitamente. Uma versão em espanhol do serviço lançada em 25 de fevereiro de 2019.

## História
A Weekly Shonen Jump alcançou um pico de circulação semanal de 6,53 milhões de cópias nos anos 90, mas o declínio da mídia impressa reduziu os leitores desde então. Em resposta, a Shueisha voltou-se para a distribuição digital para tentar alcançar um público mais amplo. Em 2012, a Shueisha lançou a loja de livros online Jump Store. Em 2014, a Shueisha lançou o Shōnen Jump +, uma plataforma on-line que permite aos usuários comprar versões de e-books do Jump manga e uma versão digital do Weekly Shonen Jump. Ele também tem amostras grandes que podem ser lidas de graça.
Shuhei Hosono, o editor chefe da Shonen Jump + e Manga Plus, disse que eles estavam cientes dos muitos leitores de mangá no exterior, e que eles queriam trazer mangá para mais pessoas ao redor do mundo. Eles começaram a falar sobre uma possível versão global da Shonen Jump + em 2017. A Shueisha lançou finalmente o Manga Plus em 28 de janeiro de 2019. O serviço foi disponibilizado para todos os países, exceto China, Coreia do Sul e Japão, sendo estes últimos excluídos já possuem seus próprios serviços separados. No início, o inglês era o único idioma disponível. A versão em espanhol do site foi lançada em 20 de maio de 2019, embora com uma linha diferente de títulos de mangá. Em janeiro de 2019, a Hosono afirmou que não havia planos para nenhum outro idioma, mas mais poderia ser adicionado no futuro se houvesse demanda suficiente.
Até o lançamento do Manga Plus, os títulos da Shueisha foram distribuídos em todo o mundo através de editores locais ou linhas de distribuição. O lançamento foi a primeira vez que a Shueisha expandiu o serviço direto globalmente.

## Títulos

### Séries daWeekly Shōnen Jump
- Act-Age
- Assassination Classroom
- Bakuman
- Beast Children
- Black Clover
- Bleach
- Chainsaw Man
- Death Note
- Kimetsu no Yaiba
- Dr. Stone
- Dragon Ball
- Double Taisei
- Shokugeki no Soma
- Haikyu !!
- Hell Warden Higuma
- Hinomaru Sumo
- Hunter × Hunter

- Jojo's Bizarre Adventure: Phantom Blood
- Jujutsu Kaisen
- Boku no Hero Academia
- Naruto
- Neolation
- Nisekoi
- One Piece
- Rurouni Kenshin
- Samurai 8: The Tale of Hachimaru
- Teenage Renaissance! David
- The Last Saiyuki
- Yakusoku no Neverland
- Tokyo Shinobi Squad
- We Never Learn
- Yui Kamio Lets Loose

### Séries daShōnen Jump+
- Abyss Rage
- Arata Primal: The New Primitive
- Blue Flag
- Dear Sa-chan
- Curtain's up, I'm off
- Dricam!!
- Heart Gear
- Hell's Paradise: Jigokuraku
- Hina Change
- KoLD8: King of the Living Dead
- Land Lock
- Moon Land
- Nano Hazard
- Soloist in A Cage
- Spotless Love: This Love Cannot Be Any More Beautiful.
- Spy × Family
- Summer Time Rendering
- The Sign of Abyss

### Séries daJump Square
- Blue Exorcist
- Claymore
- Platinum End
- Rosario + Vampire
- Owari no Seraph
- World Trigger

### Séries daV-Jump
- Boruto: Naruto Next Generations
- Dragon Ball Super
- Yu-Gi-Oh! Arc-V

### Séries daWeekly Young Jump
- Terra Formars
- Tokyo Ghoul

### Séries daSaikyō Jump
- I'm From Japan